# Беляново
Беля́ново (болг. Беляново) — село в Русенській області Болгарії. Входить до складу общини Ценово.

## Населення
За даними перепису населення 2011 року у селі проживали 125 осіб, усі — болгари.
Розподіл населення за віком у 2011 році:
Динаміка населення: